# Morian Hansen
Jens Henning Fisker Hansen bedre kendt som Morian Hansen (10. januar 1905 i Frederikssund –- 21. februar 1995) var en dansk speedwaykører og pilot i engelsk krigstjeneste under 2. verdenskrig. Han blev uddannet mekaniker og fik ansættelse hos Ford hvor han fik øgenavnet Morian, fordi hans ansigt var fuldt af mudder efter et speedway eller bilvæddeløb. I slutningen af 1920'erne giftede han mig sig Ellen Bech, og de fik en datter. De flyttede snart til England, hvor der var flere muligheder for at køre speedway. I 1935 tog han flyvercertifikat og ved 2. verdenskrigs udbrud i 1939 søgte han som 33 årig ind i Royal Air Force. Han opnåede bl.a. den britiske medalje George Medal, som tildeles for tapperhed udenfor kamphandlinger, da han efter et styrt reddede to britiske soldater ud af et brændende fly fyldt med ammunition. I 1944 blev han udstationeret som testpilot i Burma. Ved befrielsen udvalgtes han til at flyve den britiske generalmajor Richard Henry Dewing til Danmark og blev dermed den første dansker i britisk tjeneste til at sætte fod på befriet dansk jord.
Morian Hansen valgte efter krigen at blive i Danmark, selv om han var blevet skilt. Engang fløj han under Lillebæltsbroen i forbindelse med et væddemål. Han oprettede en flyveskole i Kastrup, senere i Skovlunde og Tune. De blev alle lukket af myndighederne. Han blev 90 år gammel og ernærede sig de sidste år som taxachauffør.